# Glas Slavonije
Glas Slavonije es un periódico local de la región de Eslavonia, Croacia. 
Está dirigido a un público cuya opción política es el centro-derecha. 
Tiene una tirada aproximada de unos 12.000 ejemplares diarios.

## Enlaces
- Glas Slavonije
- ICON: International Newspaper Database - Glas Slavonije search results